# Leiopus
Leiopus es un género de escarabajos longicornios de la tribu Acanthocinini.

## Especies
Leiopus
- Leiopus albivittis Kraatz, 1879
- Leiopus albivittis malaisei Aurivillius, 1928
- Leiopus andreae Sama, 1994
- Leiopus bedeli Pic, 1892
- Leiopus convexus Melzer, 1935
- Leiopus evgeniyi Danilevsky & Skrylnik, 2014
- Leiopus femoratus Fairmaire, 1859
- Leiopus floccidus Erichson, 1847
- Leiopus histrionicus Gistel, 1848
- Leiopus kharazii Holzschuh, 1974
- Leiopus linnei Wallin, Nýlander & Kvamme, 2009
- Leiopus lisae Rapuzzi & Sama, 2012
- Leiopus marcelamonneae Audureau & Demez, 2015
- Leiopus masaoi Tamura & Tamura, 1992
- Leiopus montanus Hayashi, 1968
- Leiopus nebulosus (Linné, 1758)
- Leiopus nebulosus caucasicus Ganglbauer, 1887
- Leiopus nebulosus insulanus Sláma, 1985
- Leiopus pleuriticus White, 1855
- Leiopus punctulatus (Paykull, 1800)
- Leiopus settei Sama, 1985
- Leiopus stillatus (Bates, 1884)
- Leiopus syriacus abieticola Sama & Rapuzzi, 2010
- Leiopus syriacus Ganglbauer, 1884
- Leiopus syriacus tauricus Sama & Rapuzzi, 2010
- Leiopus wrzecionkoi Sama & Rapuzzi, 2011

Leiopus (Carinopus)
- Leiopus campbelli (Gressitt, 1937)
- Leiopus fallaciosus Holzschuh, 1993
- Leiopus flavomaculatus Wallin, Kvamme & Lin, 2012
- Leiopus holzschuhi Wallin, Kvamme & Lin, 2012
- Leiopus multipunctellus Wallin, Kvamme & Lin, 2012
- Leiopus nigrofasciculosus Wallin, Kvamme & Lin, 2012
- Leiopus nigropunctatus Wallin, Kvamme & Lin, 2012
- Leiopus ocellatus Wallin, Kvamme & Lin, 2012
- Leiopus shibatai Hayashi, 1974